# Накониды

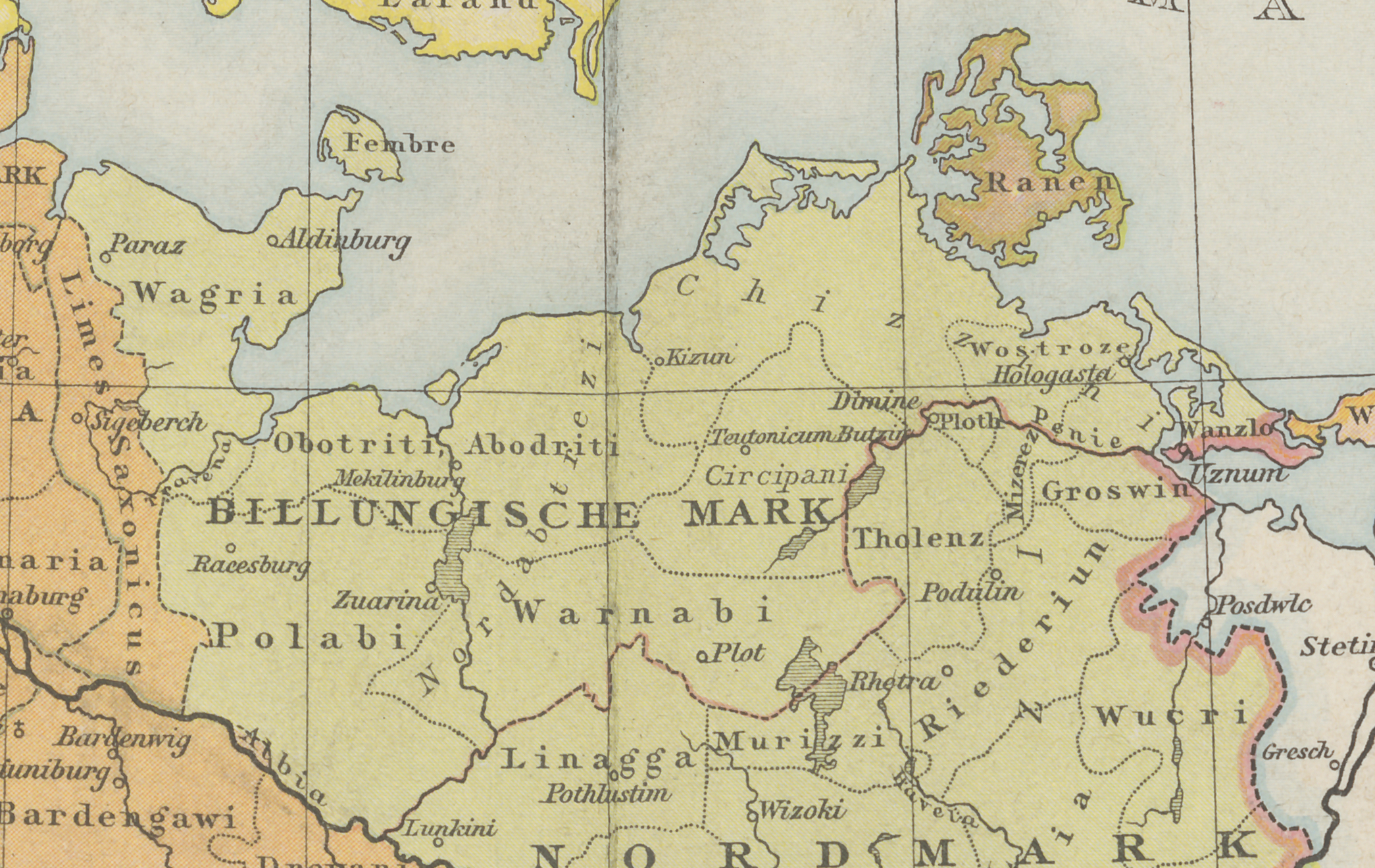
Владения Наконидов около 1000 года

Накониды — правящая династия ободритов в 960—1129 годах, предшествовавшая Никлотингам (Мекленбургскому дому). Её точный статус не определен. В текстах средневековых хронистов встречается различное наименование: «regulus» (король), «dux» (герцог), «tyrannus»; в отношениях с герцогом Кнудом Лавардом именовались «князьями» («knez»). Известны из хроник Титмара Мерзебургского, Адама Бременского, Саксона Грамматика и Гельмольда из Босау.
Основателем династии считается князь Након. В 90-е годы X века князь Мстивой II, заключив союз с датским конунгом Харальдом Синезубым и женившись на его дочери, сумел создать политические предпосылки для создания вендского княжества, в которое, помимо ободритов, входили и племена лютичей.
Это государственное образование возглавил князь Годеслав (Godescalcus, Готшалк) из рода Наконидов, внук Мстивоя II, который в 1043 году занял ободритский престол и содействовал христианизации страны. В 1066 году против Годеслава/Готшалка поднялось языческое восстание, и он был убит. Воспользовавшись антихристианскими настроениями, власть захватил языческий князь Круто (правитель Рюгена/Руяна). Сын Годеслава/Готшалка Генрих в 1090 году смог вернуть власть Наконидам.
Резиденцией ободридской династии Наконидов была крепость Мекленбург, называвашаяся по-славянски, по-видимому, Велиград. К концу XI века резиденцией стала крепость Любице, основанная в месте славянского торгового посёлка VI—VII веков на слиянии рек Траве и Швартау. Династия Наконидов некоторое время пользовалась поддержкой немецких князей, для которых важно было обеспечение стабильности на пограничных территориях. В 1127 году правитель Генрих Любекский из рода Наконидов был свергнут. Это привело к новому витку нестабильности на границе и, как следствие, к изменениям в политике немцев по отношению к славянам. Во время религиозных войн, связанных с распространением христианства, XII века славяне-язычники, убив князя Готшалка, уничтожили правившую в Любице славянскую христианскую княжескую династию Наконидов, а Любице разорили и сожгли.
Перелом в политике немецких князей произошёл после нападения бодричей на Зегеберг в 1137 году. Однако союзнические отношения по-прежнему связывали непосредственных соседей: князя бодричей Никлота и графа Адольфа II Гольштейнского и Альбрехта Медведя и гевельского князя Прибислава-Генриха (см. Крестовый поход против славян (вендов) 1147 года).

## Представители династии
- Након (954—965/967) и Стойгнев
- Мстивой II (965/967—995) и Мстидраг
- Мстислав (996—1018)
- Удо/Прибыгнев(1018—1028)
- Готшалк (1000—1066) и Ратибор (?—1043)
- Будивой (1066—1075)
- Генрих Любекский (до 1066 — 22 марта 1127)
- Владимир (?—1123), Мстивой (?—1127), Кнут (?—1128), Святополк